# Symmachia falcistriga
Espèce
Symmachia falcistriga est un insecte lépidoptère appartenant à la famille  des Riodinidae et au genre Symmachia.

## Taxonomie
Symmachia falcistriga a été décrit par Hans Ferdinand Emil Julius Stichel en 1910.

### Sous-espèces
- Symmachia falcistriga falcistriga
- Symmachia falcistriga meyi Brévignon, 1998; présent en Guyane[1].

## Description
Symmachia falcistriga est un papillon aux ailes antérieures pointues avec un bord costal convexe, et aux ailes postérieures avec l'apex et l'angle anal anguleux. Son dessus et noir.
Le revers est marron foncé à noir piqueté de jaune métallisé avec une ligne submarginale jaune.

## Écologie et distribution
Symmachia falcistriga est présent en Guyane, en Bolivie et au Brésil.

### Protection
Pas de statut de protection particulier.